# QV12
QV 12 est un des tombeaux situé dans la vallée des Reines, dans la nécropole thébaine, sur la rive ouest du Nil face à Louxor en Égypte.

## Description
QV 12 est une tombe anonyme datant de la XVIIIe dynastie reliée à QV 11, constituée d'une chambre creusée dans de la marne et du schiste argileux. Elle a probablement appartenu à un individu ayant un rang social élevé.
Une équipe du CNRS y a mis au jour un morceau en or d'un bâton de cérémonie gravé du nom Thoutmôsis II, ainsi que cinq fragments de momies, sept crânes et des os d'au moins douze adultes et cinq enfants. En décembre 2010, une équipe conjointe du CNRS et du CSA y a découvert deux caisses pleines d'os et de tissus en lin, aux côtés de trois bocaux en céramique.

## Histoire
Elle a été réutilisée durant la Troisième Période intermédiaire. Elle est explorée par Elizabeth Thomas puis en 1986 par une équipe franco-égyptienne. Elle est touchée par les innondations de 1994, comme le démontre la présence de boue.